# كابر كبير
كابر كبير أو كابرجة كبيرة كما تعرف محليّاً، قرية سوريّة تتبع إداريّاً لمحافظة حلب منطقة منبج ناحية مركز منبج، بلغ تعداد سكانها 1,545 نسمة حسب التعداد السكاني لعام 2004.